# バトルフィールド6
『バトルフィールド 6』（Battlefield 6、BF6）は、エレクトロニック・アーツより2025年10月11日に発売予定のファーストパーソン・シューティングゲーム。バトルフィールドシリーズの作品。対応プラットフォームはWindowsPC、PlayStation 5、Xbox Series X/S。

## 概要
2025年8月7日よりアーリーアクセス、8月10日よりオープンベータテスト実施予定。バトルフィールドシリーズには第二次世界大戦や近未来を題材にした作品もあるが、本作は『バトルフィールド3』、『バトルフィールド4』の流れを汲み、現代戦を題材にしている。作品の設定年代は2027年で、エジプト、ニューヨーク、ジブラルタルなどの世界各地を舞台に64人のオンラインプレイヤーによる32対32の大規模な戦闘が繰り広げられる。